# Anna Kordsaia-Samadaschwili

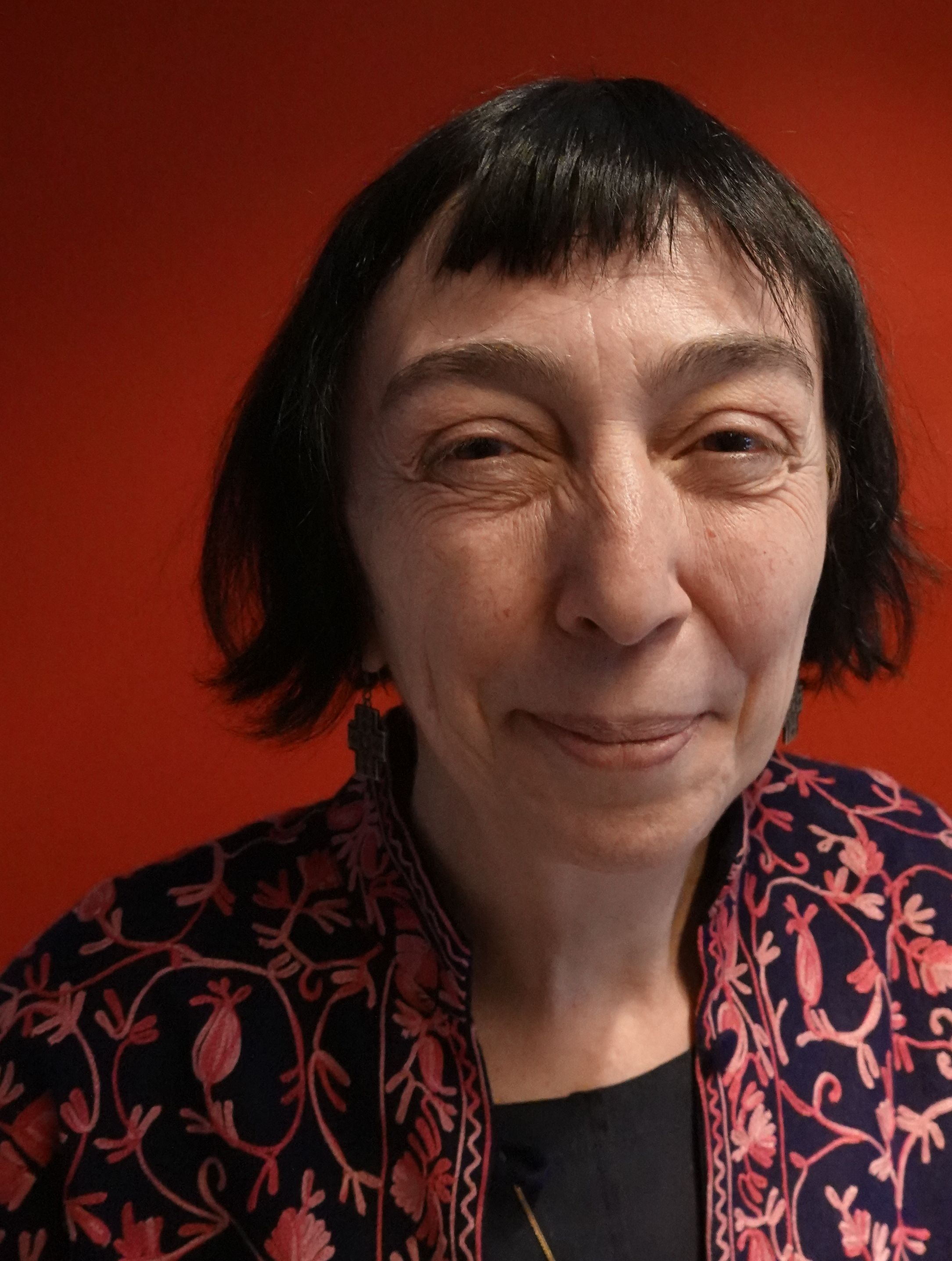
Anna Kordsaia-Samadaschwili 2022 im Literaturhaus Zürich

Anna Kordsaia-Samadaschwili (georgisch ანა კორძაია-სამადაშვილი, geboren 1968 in Swanetien) ist eine georgische Autorin und Übersetzerin, deren Romane und Erzählungen mehrfach mit unterschiedlichen georgischen Literaturpreisen gewürdigt wurden. Sie unterrichtet Kreatives Schreiben und Literatur an der Staatlichen Ilia-Universität Tiblisi.
Anna Kordsaia-Samadaschwili besuchte einen von Deutschen gegründeten Kindergarten. Dort wurden die Grundlagen für ihre Deutschkenntnisse gelegt. Sie studierte russische Literatur und Philologie.
Das Hauptthema der Autorin sind ihre Heimatstadt Tiblisi und die Bohème. Mehrere ihrer Romane wurden ins Deutsche übersetzt. Auch Erzählungen erschienen in mehreren deutschsprachigen Anthologien, etwa in dem anlässlich des Georgienschwerpunkts der Frankfurter Buchmesse 2018 erschienenen Band Georgien – eine literarische Reise der Frankfurter Verlagsanstalt. Der Band Durch den wilden Kaukasus mit Erzählungen von Anna Kordsaia-Samadschwili und Abo Iaschagaschwili wurde mit dem Destinationsaward der ITB Berlin ausgezeichnet.
Anna Kordasaia-Samadschwili übersetzte unter anderem Werke von Ingeborg Bachmann, Rainald Goetz, Bertolt Brecht und Elfriede Jelinek ins Georgische. Ihre Übersetzung des Romans Die Liebhaberinnen von Elfriede Jelinek wurde vom Goethe-Institut Tiblissi ausgezeichnet.

## Rezeption
Literaturkritik lobt Anna Kordsaia-Samadaschwili als eine Autorin „die in jede kleine Erzählung auch ein Stück Landesgeschichte packt und uns ganz unaufdringlich ihre Heimat näherbringt.“ Der Deutschlandfunk bescheinigt ihrem Roman Sinka Mensch, er gebe "einen tiefen Einblick in die georgische Seele und Befindlichkeit und bereite(t) bei aller Bitterkeit ein großes Lesevergnügen."

## Publikationen (Auswahl)
- Gemeinsam mit Abo Iaschaghaschwili: Durch den wilden Kaukasus. Erzählungen. Illustriert von Kat Menschik. Galiani Verlag, Berlin 2021. ISBN 9783869712390
- Sinka Mensch. Roman. Aus dem Georgischen von Sybilla Heinze. Frankfurter Verlagsanstalt, Frankfurt am Main 2020.  ISBN 9783627002756
- Schuschaniks Kinder. Roman. Aus dem Georgischen von Sybilla Heinze. Verlag Hans Schiler, Berlin 2018. ISBN 9783899302134
- Wer hat die Tschaika getötet? Roman. Aus dem Georgischen von Sybilla Heinze. Verlag Hans Schiler, Berlin 2016. ISBN 9783899300291
- Ich, Margarita. Erzählungen. Aus dem Georgischen von Sybilla Heinze. Verlag Hans Schiler, Berlin 2013. ISBN 9783899304084

## Preise
- 2013 Preis der Ilia State University für den besten georgischen Roman 2012/2013 für "Wer hat die Tschaika getötet?”
- 2002 Literaturpreis SABA